# Wohn- und Geschäftshaus Westerstraße 25
Das Wohn- und Geschäftshaus Westerstraße 25 in Wildeshausen am Marktplatz stammt vom Ende des 19. Jahrhunderts. Das Gebäude wird heute (2023) als  Geschäftsstelle der oldenburgischen Nordwest-Zeitung (NWZ) genutzt.
Das Gebäude steht unter Denkmalschutz.

## Geschichte
Das zweigeschossige giebelständige historisierende verputzte Gebäude mit Satteldach, mittigem Eingang, seitlichen modern veränderten Schaufenstern, Biforienfenster im Giebel und mittigem Balkon auf Volutenkonsolen wurde in den 1890er Jahren gebaut. Die markante Putzgliederung besteht aus geschossteilenden Gesimsen, Brüstungsgesims, horizontalen Bändern im Giebel, Kantenquaderung, Fensterrahmungen, Brüstungsreliefs und Lünettenrelief im Giebel.
Im Haus war u. a. ein Papierwarenladen.
Die Landesdenkmalpflege befand: „... geschichtliche Bedeutung ... als beispielhaftes Wohn-/Geschäftshaus des Historismus ...“.